# Takuma Tsuda
Takuma Tsuda (津田 琢磨, Tsuda Takuma) est un footballeur japonais né le 4 octobre 1980. Il évolue au poste de défenseur central.

## Palmarès
- Champion du Japon de D2 en 2012 avec le Ventforet Kōfu
- Vice-champion du Japon de D2 en 2010 avec le Ventforet Kōfu